# Marin Ljubičić
Marin Ljubičić (* 15. června 1988, Metković) je chorvatský fotbalový záložník a bývalý mládežnický reprezentant, od července 2020 bez angažmá. Mimo Chorvatsko působil na klubové úrovni v Maďarsku, na Ukrajině a Slovensku. Nejčastěji nastupuje na pozici tzv. šestky, ale může hrát téměř na jakémkoliv postu v záloze.

## Klubová kariéra
Svoji fotbalovou kariéru začal v klubu NK Metković. V mládeži následně zamířil nejprve do týmu NK Neretva a poté do Hajduku Split, jehož je odchovanec. Před sezonou 2006/07 se propracoval do "áčka" hrajícího nejvyšší chorvatskou ligu. Na podzim 2007 s Hajdukem postoupil přes srbské mužstvo FK Budućnost Podgorica (remíza 1:1 a výhra 2:1) do druhého předkola Poháru UEFA 2007/2008, ve kterém Split vypadl po prohře 0:1 a remíze 1:1 s klubem UC Sampdoria z italského města Janov. V průběhu ročníku 2008/09 odešel do týmu NK Zadar, odkud se následně v lednu 2010 vrátil do Hajduku. Na podzim 2010 postoupil s mužstvem přes rumunské kluby Dinamo București (výhra 3:0 a prohra 0:3) a Unirea Urziceni (výhra 4:1 a remíza 1:1) do základní skupiny G Evropské ligy UEFA 2010/2011, kde Split skončil v konfrontaci s týmy AEK Atény (Řecko), RSC Anderlecht (Belgie) a FK Zenit Sankt-Petěrburg (Rusko) na čtvrtém nepostupovém místě. V sezoně 2010/11 skončil s celkem na druhém místě tabulky. V létě 2011 přestoupil poprvé do zahraničí, kde tři roky nastupoval za ukrajinský celek Tavrija Simferopol. V roce 2014 však mužstvo po krymských událostech zaniklo a Ljubičić odešel do Maďarska do celku Puskás Akadémia FC, kde během půl roku neodehrál žádný ligový zápas.

### FC DAC 1904 Dunajská Streda
V lednu 2015 zamířil na Slovensko do celku FC DAC 1904 Dunajská Streda, s jehož vedením podepsal smlouvu na 2,5 roku. Svůj první ligový zápas v dresu Dunajské Stredy absolvoval 1. března 2015 v souboji s ViOnem Zlaté Moravce (remíza 1:1), odehrál celé utkání a v 57. minutě dal branku na 1:0. V únoru 2017 podepsal s DACem nový kontrakt platný do léta 2019. V sezonách 2016/17 a 2017/18 byl zvolen do ideálních jedenáctek slovenské nejvyšší soutěže. Na podzim 2018 se s Dunajskou Stredou představil v předkolech EL, kde klub postoupil přes gruzínský tým FC Dinamo Tbilisi (remíza 1:1 a výhra 2:1) a následně vypadl ve druhé předkole po prohrách 1:3 a 1:4 s Dinamem Minsk z Běloruska. 16. srpna 2018 v DACu Dunajská Streda předčasně skončil. Celkem v dresu klubu nastoupil ke 100 ligovým střetnutím a dal v nich osm gólů, rovněž vykonával funkci kapitána.

### ŠK Slovan Bratislava
V průběhu ročníku 2018/19 uzavřel jako volný hráč dvouletý kontakt s následnou dvanáctiměsíční opcí se Slovanem Bratislava, nabídky měl rovněž z jiného slovenského mužstva a ze zahraničí. V týmu si vybral dres s číslem osm.

#### Sezóna 2018/19
Ligový debut v dresu "belasých" si odbyl 1. 9. 2018 proti klubu MŠK Žilina (výhra 1:0), na hrací plochu přišel v 76. minutě namísto Vukana Savićeviće. Poprvé v sezoně skóroval ve 13. kole v souboji s týmem FK Železiarne Podbrezová, když v 73. minutě zvyšoval na konečných 2:0. Svůj druhý gól v ročníku zaznamenal 1. prosince 2018 v 17. kole s Trenčínem (výhra 3:0). Trefil se i v následujícím kole v odvetě s mužstvem MŠK Žilina, když ve 42. minutě zvyšoval na průběžných 2:0. Zápas skončil vítězstvím Slovanu v poměru 5:2. Počtvrté v sezoně skóroval ve 22. kole proti klubu FK Senica, když dal v 58. minutě rozhodující branku na konečných 2:1. Svůj pátý přesný zásah v ročníku zaznamenal 16. 3. 2019 v dalším kole v souboji s týmem ŠKF iClinic Sereď (výhra 4:1), když ve 42. minutě zvyšoval na 2:0. Následně se trefil proti Zemplínu Michalovce, když v 83. minutě zvyšoval na konečných 4:1. Posedmé v sezoně skóroval 14. dubna 2019 ve třetím vzájemném měření sil s Žilinou a svým gólem z 62. minuty pomohl Slovanu k zisku mistrovského titulu, který "belasí" vybojovali šest kol před koncem ročníku. Svoji osmou branku v ročníku dal v souboji s mužstvem MFK Ružomberok (prohra 2:3), trefil se v 87. minutě. 25. 5. 2019 byl stejně jako jeho spoluhráči Dominik Greif, Vasil Božikov, Aleksandar Čavrić, Moha a Andraž Šporar zvolen do nejlepší jedenáctky sezony 2018/19 Fortuna ligy, pro Ljubičiće to byla třetí účast v řadě.

#### Sezóna 2019/20
S "belasými" se představil v prvním předkole Ligy mistrů UEFA 2019/20 proti černohorskému celku FK Sutjeska Nikšić a po vypadnutím s tímto soupeřem byl jeho klub přesunut do předkol Evropské ligy UEFA 2019/20. V nich Ljubičić nenastoupil ke všem šesti zápasům, ale i tak Slovanu pomohl po postupu přes kosovský tým KF Feronikeli (výhry doma 2:1 a venku 2:0), mužstvo Dundalk FC z Irska (výhry doma 1:0 a venku 3:1) a řecký klub PAOK Soluň (výhra doma 1:0 a prohra venku 2:3) k účasti ve skupinové fázi. Se Slovanem byl zařazen do základní skupiny K, kde v konfrontaci s kluby Beşiktaş JK (Turecko), SC Braga (Portugalsko) a Wolverhampton Wanderers FC (Anglie) skončil s "belasými" na třetím místě tabulky a do jarního play-off s nimi nepostoupil. Poprvé a zároveň i naposledy se v základní skupině EL se trefil 19. září 2019 proti Beşiktaşi (výhra 4:2), když ve třetí minutě nastavení vsítil rozhodující gól na 3:2 a pomohl Slovanu k historicky prvnímu vítězství v základní skupině této soutěže. Se Slovanem obhájil titul z předešlé sezony 2018/19. S "belasými" ve stejném ročníku triumfoval i ve slovenském poháru a získal tak s týmem „double“. Pro jarní část sezony s ním vedení nepočítalo. V létě 2020 mu vypršela smlouva a odešel.

## Klubové statistiky
Aktuální k 12. červenci 2020
| Sezona    | Klub                   | Soutěž        | Zápasy | Góly |
| --------- | ---------------------- | ------------- | ------ | ---- |
| 2006/2007 | HNK Hajduk Split       | 1. HNL        | 7      | 2    |
| 2007/2008 | HNK Hajduk Split       | 1. HNL        | 20     | 0    |
| 2008/2009 | HNK Hajduk Split       | 1. HNL        | 6      | 0    |
| 2008/2009 | NK Zadar               | 1. HNL        | 17     | 4    |
| 2009/2010 | NK Zadar               | 1. HNL        | 16     | 0    |
| 2009/2010 | HNK Hajduk Split       | 1. HNL        | 9      | 0    |
| 2010/2011 | HNK Hajduk Split       | 1. HNL        | 20     | 2    |
| 2011/2012 | SK Tavrija Simferopol  | Premjer-liha  | 27     | 3    |
| 2012/2013 | SK Tavrija Simferopol  | Premjer-liha  | 20     | 0    |
| 2013/2014 | SK Tavrija Simferopol  | Premjer-liha  | 24     | 1    |
| 2014/2015 | Puskás Akadémia FC     | OTP Bank liga | 0      | 0    |
| 2014/2015 | FC DAC Dunajská Streda | Fortuna liga  | 13     | 1    |
| 2015/2016 | FC DAC Dunajská Streda | Fortuna liga  | 30     | 2    |
| 2016/2017 | FC DAC Dunajská Streda | Fortuna liga  | 26     | 1    |
| 2017/2018 | FC DAC Dunajská Streda | Fortuna liga  | 29     | 4    |
| 2018/2019 | FC DAC Dunajská Streda | Fortuna liga  | 2      | 0    |
| 2018/2019 | ŠK Slovan Bratislava   | Fortuna liga  | 21     | 8    |
| 2019/2020 | ŠK Slovan Bratislava   | Fortuna liga  | 16     | 0    |

## Reprezentační kariéra
Marin Ljubičić je bývalý mládežnický reprezentant, nastupoval postupně za chorvatské výběry do 17, 19 a 21 let.